# Virl
Virl est un héros et une série de bande dessinée, de Dick Matena, qui conte les aventures spatiales d'un rebelle à la tyrannie.

## Intrigue
Virl est rebelle à la tyrannie. Accusé de complot contre le grand patriarche de Terra, il est exilé sur la planète Sion.
Aidé par l'ancien trafiquant Tartan et par la belle sorcière Meta, il cherche à revenir sur Terra pour la délivrer du tyran.

## Historique de la série
Le texte et les dessins de Virl sont de Dick Matena. 
Virl est la première série où se manifeste le nouveau style de Dick Matena, à la fois plus personnel et plus réaliste.
Les aventures de Virl paraissent d'abord en néerlandais en six histoires de dix planches publiées par Oberon dans Mickey Maandblad, le Journal de Mickey en néerlandais, en 1977 ; il en paraît ensuite quatre histoires de quinze pages en 1981. 
La série paraît ensuite en français chez les Humanoïdes associés, en deux volumes à partir de 1982.
Une suite est donnée à Virl en 2011, dans la revue Eppo magazine.

## Jugements sur la série
Pour Henri Filippini, cette série est un « excellent space opera » ; Dick Matena crée un héros intéressant et montre un « trait souple, réaliste et inventif ». Mais il ne s'y attache pas et le délaisse pour créer d'autres séries.

## Albums
1. Virl, tome I, Humanoïdes associés, avril 1982, 60 planches, format normal  (ISBN 2-7316-0154-X)[3].
2. Virl, tome II : Objectif Terre, Humanoïdes associés, octobre 1982, 60 planches, format normal  (ISBN 2-7316-0184-1)[4].